# 温光永
温光永（1944年4月—），男，汉族，安徽寿县人，中共党员，中华人民共和国企业家。

## 生平
1967毕业于皖南大学（现安徽师范大学）化学系。曾任蚌埠浮法玻璃总公司总经理、党委书记、高级经济师。入选“中国500家最大创业者”，获评全国劳动模范。:321